# Campeonato de Clubes de la CFU 1998
El Campeonato de Clubes de la CFU de 1998 fue la 2ª edición del torneo de fútbol a nivel de clubes del Caribe organizado por la CFU. Los equipos invitados a participar fueron de las ligas de Trinidad y Tobago, Barbados, Guadalupe, Jamaica, Martinica y de San Vicente y Las Granadinas. Los representativos de Islas Caimán y Guyana, invitados en un principio, finalmente no participaron, por lo que el entonces presidente de la CONCACAF, Jack Warner invitó a otros dos equipos de Trinidad y Tobago para tomar los lugares vacantes. Surinam, representado por el club Transvaal el año anterior, se ausentó en esta ocasión.
El Joe Public de Trinidad y Tobago venció en la final al Caledonia AIA, también de Trinidad y Tobago para ganar el título por primera vez y clasificar a la Copa de Campeones de la CONCACAF de 1998.

## Cuartos de final
| Local             | Resultado | Visitante                 |
| ----------------- | --------- | ------------------------- |
| Waterhouse FC     | 3 - 1     | L'Etoile de Morne-à-l'Eau |
| Caledonia AIA     | 13 - 0    | Chelsea SC                |
| Joe Public        | 4 - 0     | Notre Dame SC             |
| San Juan Jabloteh | 0 - 2     | Aiglon du Lamentin        |

## Semifinales
| Local         | Resultado | Visitante          |
| ------------- | --------- | ------------------ |
| Joe Public    | 3 - 1     | Waterhouse FC      |
| Caledonia AIA | 4 - 3     | Aiglon du Lamentin |

## Final
| Local      | Resultado | Visita        |
| ---------- | --------- | ------------- |
| Joe Public | 1-0       | Caledonia AIA |

| Joe Public 1º título |